# Druga Awangarda (literatura)
Druga Awangarda – określenie uogólniające dla kierunków i grup poetyckich tworzących w latach 30. XX wieku. Skupiona przy czasopiśmie „Reflektor”.
Główne ośrodki poezji tego nurtu to Lublin (tzw. Awangarda Lubelska) ze środowiskiem skupionym wokół Józefa Czechowicza oraz Wilno z grupą Żagary (Teodor Bujnicki, Czesław Miłosz, Aleksander Rymkiewicz i inni).
Druga Awangarda nie podzielała optymizmu cywilizacyjnego i racjonalizmu futurystów oraz Awangardy Krakowskiej, kwestionując tezy T. Peipera o konieczności zachowania rygoru konstrukcyjnego. Postulowała lirykę wizjonerską,  katastroficzną z istotnym wpływem ekspresjonizmu. Duże znaczenie poeci Drugiej Awangardy przypisywali zjawiskom takim jak: piękno pejzażu, temat wiejski uznany na zasadzie marzeń lub skojarzeń, snu.
Przedłużeniem owego nurtu była twórczość tzw. pokolenia Kolumbów w okresie okupacji niemieckiej (1939–1945), m.in.: K.K. Baczyńskiego, T. Gajcego, A. Trzebińskiego, T. Borowskiego.
Krytykowali oni poetykę Skamandra oraz Awangardy Krakowskiej.